# Alexina Pinto
Alexina Leite de Magalhães Pinto (São João del-Rei, 4 de julho de 1870 - Petrópolis, 17 de fevereiro de 1921) foi uma educadora e escritora brasileira. Foi uma das pioneiras nos esforços de renovação do ensino e das leituras infantis, iniciando sua carreira com a publicação da coletânea folclórica As Nossas Histórias, seguido por uma série de publicações infantis que expressam as diretrizes manifestadas da primeira metade do século XX.

## Obras
- 1907: As Nossas Histórias
- 1909: Os Nossos Brinquedos
- 1916: Cantigas de Criança e do Povo e Danças Populares
- 1971: Provérbios, Máximas e Observações Usuais
- (sem data): Cantigas das Crianças e dos Pretos